# 로지 오도널
로지 오도널(Rosie O'Donnell, 1962년 3월 21일 ~ )는 미국의 텔레비전 진행자, 희극인, 제작자, 배우, 작가이다. 1996년부터 2002년까지 본인 이름을 내세운 《더 로지 오도널 쇼》를 제작 및 진행하여 데이타임 에미상을 12개 받았다. 커밍아웃한 레즈비언으로 성소수자 권익 증진을 위해 노력해왔으며, 2002년 LGBT 잡지 디 애드버킷에서 올해의 인물로 선정하였다.

## 출연 작품

### 텔레비전
- 베벌리힐스 아이들 (1992)
- 못말리는 유모 (1996) - 코젯 / 본인 역
- 더 로지 오도널 쇼(1996-2002, The Rosie O'Donnell Show) - 진행, 제작
- 이야기 도시 (1997-2001) - 본인 역
- 머피 브라운 (1998)
- 앨리의 사랑 만들기 (1999)
- 서드 워치 (2000)
- 더 프랙티스 (2000)
- 윌 앤 그레이스 (2002)
- 퀴어 애즈 포크 (2005)
- 커브 유어 엔수지애즘 (2005-11) - 본인 역
- 더 뷰 (2006-07, 2014-15) - 진행 / 사회
- 닙턱 (2006-08)
- 체인지 디바 (2009-10)
- 더 로지 쇼 (2011-12, The Rosie Show) - 진행, 제작
- 해필리 디보스드 (2012)
- 스매쉬 (2013) - 본인 역
- 포스터 가족 (2014-18)
- 엠파이어 (2015)
- 맘 (2016)
- 러시아 인형처럼 (2022)
- 아메리칸 지골로 (2022)

### 영화
- 그들만의 리그 (1992)
- 시애틀의 잠 못 이루는 밤 (1993)
- 보험 걸린 사나이 (1993)
- 잠복근무 2 (1993)
- 고인돌 가족 플린스톤 (1994)
  - 고인돌 가족 플린스톤 2 (2000) - 목소리 출연
- 나우 앤 덴 (1995)
- 뷰티풀 걸 (1996)
- 꼬마 스파이 해리 (1996)
- 와이드 어웨이크 (1998)
- 타잔 (1999) - 애니메이션
- 헤드윅 (2001) - 본인 역
- 피치 퍼펙트: 언프리티 걸즈 (2015) - 더 뷰 진행자 역